# Sepia arabica
Sepia arabica е вид главоного от семейство Sepiidae.

## Разпространение и местообитание
Видът е разпространен в Джибути, Египет (Синайски полуостров), Еритрея, Йемен, Индия (Гоа, Гуджарат, Карнатака, Керала, Махаращра и Тамил Наду), Иран, Обединени арабски емирства, Оман, Пакистан, Саудитска Арабия, Сомалия, Судан и Шри Ланка.
Обитава морета и заливи. Среща се на дълбочина от 40 до 180 m.